# Харенки (Полтавская область)
Харенки (укр. Харенки) — село,
Михайликовский сельский совет,
Шишацкий район,
Полтавская область,
Украина.
Код КОАТУУ — 5325783206. Население по переписи 2001 года составляло 168 человек.

## Географическое положение
Село Харенки находится на одном из истоков реки Стеха,
в 1,5 км от сёл Носы и Порскалевка, в 2-х км от села Михайлики.
Река в этом месте пересыхает.
Рядом проходит автомобильная дорога Т-1710 (Р-42).